# Junior Durkin
Junior Durkin (Nueva York, 2 de julio de 1915 – Glendale, 4 de mayo de 1935) fue un actor teatral y cinematográfico de nacionalidad estadounidense. 

## Biografía
Su verdadero nombre era Trent Bernard Durkin, y nació en la ciudad de Nueva York. Durkin empezó su carrera artística como actor teatral infantil. Entró en el cine en 1930, interpretando a Huckleberry Finn en los filmes Tom Sawyer (1930)  y Huckleberry Finn (1931). Contratado por RKO Radio Pictures fue elegido para trabajar en diversas cintas de serie B interpretando papeles que exprimían su aspecto desgarbado. Otro de sus éxitos llegó con la película Hell's House (1932), en la que actuó con la recién llegada Bette Davis.
Más adelante RKO le preparó para la transición a papeles de adultos, y en su última película, Chasing Yesterday (1935), actuó bajo el nombre de Trent Durkin.
En 1935 viajaba con su amigo, el actor Jackie Coogan, y con otras tres personas, entre ellas el padre y productor de Coogan, Robert J. Horner, cuando su vehículo sufrió un accidente de tráfico en San Diego (California). Jackie Coogan fue el único superviviente. En el momento de su muerte Durkin vivía con el agente artístico Henry Willson. El actor fue enterrado en el Cementerio Forest Lawn Memorial Park de Glendale (California).

## Filmografía
| Año  | Título              | Papel                       | Observaciones                                             |
| ---- | ------------------- | --------------------------- | --------------------------------------------------------- |
| 1930 | Tom Sawyer          | Huckleberry Finn            |                                                           |
| 1931 | Huckleberry Finn    | Huckleberry Finn            |                                                           |
| 1932 | Hell's House        | Jimmy Mason                 | Otro título: Juvenile Court Acreditado como Junior Dirkin |
| 1933 | Man Hunt            | William 'Junior' Scott, Jr. |                                                           |
| 1934 | Big Hearted Herbert | Junior Kalness              | Acreditado como Trent Durkin                              |
| 1934 | Ready for Love      | Joey Burke                  |                                                           |
| 1934 | Little Men          | Franz                       |                                                           |
| 1934 | Chasing Yesterday   | Henri                       | Acreditado como Trent Durkin                              |